# ヨコハマ買い出し紀行
『ヨコハマ買い出し紀行』（ヨコハマかいだしきこう）は、芦奈野ひとしによる日本の漫画作品。『月刊アフタヌーン』（講談社）において1994年から2006年まで連載された。単行本全14巻、新装版全10巻。

## 概要
第1作は同誌1994年6月号に読み切りとして掲載（いわゆる第0話）、作者にとってはこの作品がデビュー作でもある。本作品が同年春のアフタヌーン四季賞で四季賞を受賞する。続いて9月号に続編が掲載され、同年12月号からは連載となり、2006年4月号まで掲載された。全140話。物語全体を通して、穏やかな独特の世界を描いていく。
本編の連載終了後、2006年7月号に描き下ろしとして掲載された短編『峠』は、同一の世界を舞台としたものと思われる（時代設定は連載終了時点から数十年後以上と推測される）。
また、ラジオドラマが椎名へきるのラジオ番組で放送され（後にドラマCD化）、二度OVA版が制作されている。
2007年には第38回星雲賞コミック部門を受賞した。

## あらすじ
「お祭りのようだった世の中」がゆっくりと落ち着き、のちに「夕凪の時代」と呼ばれる近未来の日本（主に三浦半島を中心とした関東地方）を舞台に、「ロボットの人」である主人公初瀬野アルファとその周囲の人々の織りなす「てろてろ」とした時間を描いた作品。
作中の社会状況は、明言はされていないが、断片的な記述を総合すると、地球温暖化が進んで海面上昇が続き、産業が衰退して人口が激減し、人類の文明社会が徐々に衰退し滅びに向かっていることが示唆されている。しかし、その世界に悲壮感はなく、人々はむしろ平穏に満ちた日々を暮らしている。また、詳しくは語られない正体不明の存在も多く、そのまま作中の日常世界に溶け込んでいる。これらの不思議については作中で真相が明かされることはなく、どう解釈するかは読者に任されている。
なお原作終了後に刊行された小説版（著：香月照葉）では、「夕凪の時代」の後に人口はさらに減少を続け、ほぼ滅亡状態となった「人の夜」を迎えた、としている。
各話は、登場人物の私的な日常を軸に展開し、また「ロボットの人」たちが周囲から、「ロボットという事は個性のひとつ」として受け入れられて生活している様子をとらえている。

## 登場人物
初瀬野アルファ（はつせの アルファ）
声 - 椎名へきる
本作の主人公。若い女性の姿をしたロボット。機種名はA7M2型（量産試作機）。髪は緑色でポニーテールにしていることが多いが、たまにそのロングヘアをおろしている。瞳はあずき色。赤いイヤリングをしている。三浦半島にある「西の岬」で喫茶店「カフェ・アルファ」を営む。名前は、開発当時まだ珍しかったアルファ型ロボットから定着した。オーナーの帰りを何年も待ち続けているが、アルファ自身は、老いることなく何年も帰りを待ち続けられるので、「私はロボットでよかった」と思っている。コーヒー豆が尽きてくると、スクーターでヨコハマの街に買い出しに行く。オーナーからもらった拳銃(H&K P7)と特殊なカメラを宝物にしている。酒に酔うと、人の知らない踊りを踊ったり屋外にさ迷い出て徘徊したりするが、本人はよく覚えていない。肉、鶏卵、牛乳など、動物性たんぱく質を体内で処理できず、体調不良（めまいや悪寒）を起こしてしまうが、ミルク入り缶コーヒー程度は平気だという。趣味は月琴を弾くことと、魚をあしらった小物の収集・製作。水中での遊泳が得意。高い所が大好き。怖い話が大の苦手。ミカンやコーヒーや砂糖が好物のようで、特に砂糖に関しては自らファンと言っており、ある黒糖を食べて、うまさのあまり感涙する。「ありゃま」が口癖。
鷹津ココネ（たかつ ココネ）
声 - 中川亜紀子
アルファの妹分であり、同じく若い女性の姿をしたロボット。アルファ型ロボットの1人。機種名はA7M3型（量産型）。髪は淡い紫色のボブカット。瞳は濃い緑色。青いイヤリングをしている。ムサシノ運送で「おてもと便」係として働いており、カメラの配達を通じてアルファと出会う。配達時には護身用に拳銃（ワルサーP5コンパクト）を携帯する。かつては人間っぽく振る舞おうと心がけていたが、アルファと出会ってからは、「あまり気楽になろうとしない」ことで気楽になる、という生き方を見つける。他方、ロボットである自分のルーツを探し求めて情報収集をしている。「ココネ」という名前は、研修所で自分でつけたものらしい。アルファと違い、動物性たんぱく質も消化できる。行きつけのオープンカフェ「かんぱち辻の茶」のマスターから片思いされているらしい。その他にも、比較的「都会」であるムサシノの国では、ココネに好感を寄せる友人や同僚も多い。あまり自分をさらけ出さないカタさがあり、そこをネタに同僚のシバちゃんからからかわれている。アルファに大きな影響を受けスクーターを購入し、それに乗ってムサシノからカフェ・アルファまでよく遊びに来る。何回かアルファの家に遊びに来ているうちに、アルファの住んでいる場所に住みたいと思うようになり最終回ではアルファの家で同居しているような描写がある。
おじさん
声 - 寺島幹夫 ⇒ 飯塚昭三
カフェ・アルファの近所でガソリンスタンドを営む老人。カフェ・アルファの常連客。アルファのよき話し相手である。アルファの愛用バイク（スクーター）のガソリン代の代わりに、カフェ・アルファでコーヒーを飲んでいる（いわば物々交換）。子海石先生の学生時代の後輩である。畑を持っており、スイカが大豊作だったときは近隣にお裾分けしてまわった。後にスタンドを無人化し、自らは畑仕事に専念する。
タカヒロ
声 - 陶山章央 ⇒ 豊永利行
おじさんと一緒に住む少年（孫とも思えるが両者の間柄は明言されていない）。カフェ・アルファによく足を運ぶ。ひところはアルファに、近所の気になるお姉さん的に淡い恋心を抱いていた節もある。内燃機関関係に興味を持ち、第110話以後、エンジンの都・浜松（現実の日本においても自動車やバイクのメーカーが集中している）に働きに出る。その後、マッキとの間にサエッタが生まれる。
真月（まつき）
声 - 長沢美樹
タカヒロの幼馴染の少女。人々からはマッキと呼ばれている。幼少のころからタカヒロに恋心を抱いている描写があり、タカヒロがアルファと親しくしていることからアルファに嫉妬らしき感情を抱くが、のちに和解してカフェ・アルファに手伝いに行くくらい親しくなる。老夫婦（親か祖父母とも思えるが間柄は明言されていない）と暮らしていたが、後にココネの勤めるムサシノ運送で5年間働いて退社し、アルファに勧められてタカヒロの住む浜松へ行く。その後、タカヒロとの間にサエッタを出産する。
サエッタ
マッキとタカヒロとの間の娘。第138話に登場。「サエッタ」はタカヒロが命名した。ゴチャッとした林が好きなお転婆だが、性格は落ち着いている（アルファ曰く子供時代のタカヒロとマッキを足して2で割らないかんじ）。マッキとともに三浦半島に帰省したとき、入り江で（かつての母親と同様に）ミサゴに出会う。
子海石先生（こうみいし せんせい）
声 - 杉田郁子
初老の女性医師。雷に打たれたアルファを治した。おじさんの学生時代の先輩。かつてはロボット開発にも携わっていたらしい。医学部職員時代に1回目の大高潮が発生している。「子海石アルファ」というロボットを預かっていた時期があるという。若い頃はおじさんとつるんでオートバイで方々を「歩いて見て回って」いたようである。自らデザインした、古代の漢字に似た図形（篆書体の「子」に酷似）を、自身のトレードマークとしている。このトレードマークを描いたペンダントを身に付けており、それが自分の「目と足」だという。後にそのペンダントを、未来を見続けるであろうアルファに託す。
ミサゴ
小網代の入り江（小網代湾）に棲む謎の女性。常に全裸。言葉を話さない。超人的な身体能力で、水面を走ったりする。魚や昆虫を取っては生で食べている。ほぼ野生動物のような生活をしている。子供の前にしか姿を見せない。雨で凍えたタカヒロを救ったことがある。アヤセやアルファのオーナーも、子供の頃にミサゴを目撃したが、当時の姿は今と変わらない。ほとんど人前に姿を現わさないため、周辺住人からは半ば伝説扱いされている。ミサゴという名は、子海石先生が大学時代に操縦した水上飛行艇につけられた名称「鶚」と同名だが、関連性は不明。
『小説 ヨコハマ買い出し紀行 -見て、歩き、よろこぶ者-』では作中人物より「ロボットである」と明言された。
なお、人は子供時代にしかミサゴに会えない。
アヤセ
声 - 森川智之
放浪の旅を続ける青年。ミナミトビカマスという架空の魚を鷹匠のように操って漁をする。それに加えてアルバイトで収入を得ているらしい。数年ごとに故郷（カフェ・アルファの近辺）に戻ってくるが、そのときにタカヒロ、アルファ、マッキと出会う。かつてミサゴに出会った1人。初瀬野先生とも面識があるらしい。各地を歩きながら、人型キノコなどさまざまな謎を個人的に調査している。カマスが子供を持った頃は、マッキを弟子に取りたいと考えていた。話す言葉がおじさんによく似ており、アルファがそれを指摘する。
シバちゃん
ムサシノ運送で「おてもと便」係として働く女性。ココネの同僚。ざっくばらんな性格。付き合っている男性がいるようである。後に他の部署へ異動することが決まる。ロボットでなく人間であるらしい。ココネと気が合うらしく、2人はよくつるんで休日や仕事の合間に遊んだりだべったりしている。のちに管理部に異動してココネとの配達時のペアを組むことがなくなる。ムサシノ運送社員時代のマッキは彼女のことを「すごい人」と評している。
丸子マルコ（まるこ マルコ）
多摩入江（元多摩川の流域に海水が侵入してできあがった湾）のほとり田園調布にアトリエを持つ女性型ロボット。アルファ型ロボットの1人。機種名はA7M3型（ココネと同じ）。ボーイッシュな風貌。髪は赤色のショート。瞳は茶色。赤いイヤリングをしている。趣味で油絵を書いており、額縁屋で働いている。営業スマイルを活かして、「額縁屋の看板娘」として顧客の評判は良い。だが、私的な人付き合いはうまくないらしく、自らオーナーのもとを離れたロボットであり、苗字も自分で変えた。ココネを気に入っており、しばしば遊びに誘うが、遠回しに断わられ続けている。ナイとは旧知の仲。ココネとナイがアルファと親しくなったことに嫉妬して、マルコはカフェ・アルファまで皮肉と批判を言いに来る。しかしそれがきっかけで、アルファと本音でぶつかり合える良い関係となった。
ナイ
声 - 内藤玲
珍しい男性型ロボット（男性型のロボットはなぜか早死にが多いとのこと）。アルファ型ロボットの1人。髪の毛と目の色は茶色で、伸ばした後ろ髪を縛っている。厚木空港でノースアメリカンのレシプロ練習機T-6テキサンを使用した定期便のパイロットをしている。一人旅をしていたアルファと知り合う。口数少なく、あまり人付き合いを好む性格ではないようだが、丸子マルコとは旧知の仲。写真を取るのが趣味なようで、アルファのものとほぼ同型のカメラを持っており、ときどきマルコに写真（ただしロボット専用のデータであり人間にはその感覚を伝えきれない）を送る。写真の傾向としてマルコいわく「コントラストが強い」ものである。浜松でタカヒロと知り合う。
子海石アルファ（こうみいし アルファ）
はるか上空を延々と飛び続ける「ターポン」という飛行機に搭乗しているロボット。機種名はA7M1型。アルファやココネの直系の「お姉さん」にあたる。えび茶色の髪と瞳をしている。髪型はサイドだけ伸ばしたセミロング。赤いイヤリングをしている。ターポン内では「アルファー室長」と呼ばれている。上空から、もう降りることのないであろう地上世界を見つめている。生まれて間もない頃（姿は変わらない）には子海石先生の元におり、最初の頃は服を着ることを嫌った。子海石先生からもらったらしいペンダントをいつも身につけている。
初瀬野先生（はつせの せんせい）
アルファのオーナー。何年か前にアルファに店を預けて外出したままである。作中では苗字しか出てこず、また趣味で模型飛行機をやっていたらしいなど、断片的な情報だけが示されている。人相、人柄、何の先生なのかといった全貌は、最後まで明かされない。作中では一度帰ってきたようだが、たまたまアルファがヨコハマに買い出しに出かけている最中だったため、メモ1枚残してまた行ってしまった（第0話）。出先からカメラをアルファに送った際、ココネにメッセージを託した。第139話に、すでに死去していることを匂わす描写があるが、不明のままである。
私（わたし）
カフェ・アルファの常連客だが、2回しか登場しない。登場するエピソードでは彼の一人称視点で描かれるため外見は不明で名前も明かされない。アルファと会話を交わしつつ、モノローグで自身の心情を語る（口調は年配の男性を想像させる）。カフェ・アルファを「どれだけ間があいても常連になれる店だ」と評している。

## 描写中に見られるその他の要素
スクーター
アルファのスクーターはガソリンを燃料とするレシプロエンジンだが、ココネのスクーターは電気式である。この電気式スクーターは電磁気を使うモーターではなく、電気的刺激で収縮する人工筋肉が動力らしい。
アルファのスクーターは黄色で、ココネのスクーターはピンク色をしている。
アルファのカメラ
オーナーがアルファに贈ったカメラ。形状は本作品の連載開始と同年の1994年2月に発売されたApple QuickTake 100と類似している。「ロボットの人」専用の品。ロボットはこのカメラにつないだコードの先端を口にくわえた状態で、情景をリアルに記録および再生でき、目を閉じればカメラが見ている情景が見える。作中、特別に重要なアイテムとして頻繁に登場する。ココネによれば、このカメラのレンズはアルファたち「ロボットの人」の目に近いものである。記録媒体は「キャラメルのようなもの」である（「一粒300枚」ほど）。いわゆるスチル写真をプリントするための銀塩カメラではなく、今で言うデジタルカメラに近い。（連載時における登場時期は、現実においても民生用デジタルカメラの黎明期だった）。
アルファはこのカメラを、本来は鉄砲用に作られたポーチの中にしまっており、外出時にしばしば携行する。似たカメラをナイも持っているが、アルファのカメラはより高性能な（ナイによれば「並でない」）仕様であり、一品物であるらしい。モニターやプリンターにつなげば、（ロボットでない）人間にも単純な画像として一応見ることはできるらしい。
『ヨコハマ買い出し紀行 -芦奈野ひとし画集-』（以下「画集」）に収録されている作者インタビューで、人間の五感それぞれを記録する実験があったことと、その各々がA1～A5（アルファ型の1から5まで）に対応することが語られている。うちA1は目（視覚）に相当し、アルファのカメラがその実験成果であることが明かされている（A2は耳（聴覚）に相当し、その実験成果はA-2と標記されたレコードである）。
A-2と標記されたレコード
ココネが世田谷の児童館で見つけたレコード。ジャケットにA-2と標記されている。2枚組であり、表裏にM-1からM-4までがスタンプされていて、ココネたちロボットの機種名（A7M3など）との関連を思わせる。同じレコードを子海石先生も所有している。内容はある種のリズムや音のサンプル集。聞いたココネは「私の知っている景色に似ている」と感じた。
このレコードは、A2（アルファ型の2：人間の五感のうち耳（聴覚）を記録する実験）の成果であることが、画集に収録されている作者インタビューで語られている。
月琴
月琴は中国伝来の弦楽器。胴は丸く、ピックで弦を弾き、弦の数は2～4本。アルファの住む初瀬野宅にも月琴が1本あり、3本の弦が張ってある。その正式な所有者はアルファのオーナー（初瀬野先生）だが、アルファは普段よくひとりでこの月琴を弾いており、ときおり人前で弾くこともある。アルファが月琴を弾きながらココネと一緒にハミングしたときは、信じがたいほどの調和が起こって、2人とも我を忘れた。アルファはこの月琴を非常に大切にしており、台風メイホワからの避難時にも、数少ない携行品の1つに選んだ。月琴は当作品に登場する唯一の楽器である。
街灯
人工の街灯が、かつての市街地や自動車道の名残りとして、上昇した海面から突き出ている。特に「北の町」の街灯の群れは、夕刻になると無数に点灯し、これをアルファはときどき眺めに来る。一部の好事家たちは、この街灯を海上の小舟から眺めながら酒を飲む。
街灯の木
街灯そっくりの形をした光る植物。半人工物と思われる。暗くなると自動的に点灯し青い光を放つ。かつての主要道に沿って無数に自生している。
巨大な柿・栗・ヒマワリ
巨大な実が数種登場する（バイオテクノロジーの成果か？）。いずれも大きさは一抱えほど。単行本（旧第8巻の4コマ漫画）では、巨大な桃と栗は実を結ぶまでに3年、柿は8年かかるとし、桃については実のついた房も描かれているが、梨については言葉を濁している。栗は、焼くとはじけて飛び、危険である（味はよいらしい）。パワーヒマワリという品種のヒマワリが登場し、5mほど（推定）に成長して巨大な花を付ける。その種は、量は多いがサイズは普通のヒマワリと同じである。
人型キノコ、水神さま
キノコ質の白い物体であり、地面に生えている。形が人間に似ているが動かない。多くは水か景色の見える場所に生える。さいたまの国の水神さまは、人型キノコの1つであり、だるまのように座った格好で動かず、顔が少年であって脳波もあり、地元の人々から参拝され大切に管理保護されている。また、ある山にある公園の廃墟には、だるま型の人型キノコが1体生えている。そのすぐ隣には、より小型の人型キノコが1体生えている。小型のものは、顔がなく、全体が疑問符「？」に似た形をしている。アルファも小型の人型キノコの別個体を、別の場所で1つ発見する。また、千葉の国の刑部岬の、突端の崖っぷちには、女性の姿をした1体の人型キノコが生えており、海に向かって遠くを見ている。
巨大直方体
ある山の上にそびえる、ビルのように大きくて四角い、のっぺりした白い物体。表面はキノコかコルクのように柔らかい。少なくとも3つあり、ほぼ稜線上に並んでいる。なお、巨大直方体がそびえる山のそばに公園の廃墟があり、そこには人型キノコが生えている。
ターポン
高高度を飛行する巨大飛行機。地上にはもう降りることができないらしく、延々と飛び続けている。6年周期で航路を変更する（北半球航路⇔南半球航路）。内部には乗組員たちの部屋のほか、膨大な本を納めた図書室らしき所もある。子海石アルファとほか2名の乗組員が登場する。機内で新茶が採れる。地上と連絡を取り合う描写は一切なく、地上からは見上げるばかり、機内からはただ地上を見下ろすばかりとなっている。ある乗組員は地上の変化や気象の様子を観測し続けている。
マックスコーヒー
『月刊アフタヌーン』1996年7月号表紙にアルファが登場した際、アルファの横にさり気なく置かれていた缶コーヒー。ちなみに、マックスコーヒーは実際に利根コカ・コーラボトリングが販売している商品であり、千葉県・茨城県を中心に地域の名物コーヒーとして親しまれていたが、2009年2月16日からは正式に全国販売が開始された。
ひょうちゃん
陶器製のしょうゆさし。第40話でアヤセが持っていた。作中では貴重品または希少品らしく、これを譲られた人物が驚いて恐縮する。現実世界では、崎陽軒のシウマイの箱の中に封入されている。
メイポロ
架空の木の名前。この木の汁を煮詰め、お湯で割って飲む。カフェ・アルファのメニューの一品。
大玉
鎌倉の花火大会で１発目に花火として打ち上げられた。実際にはミサイルのナイキＪ。

## 出版物

### 単行本
いずれも、芦奈野ひとし著、講談社の〈アフタヌーンKC〉より発行。
新装版ではカラーページの再録、ラフスケッチなどの「おまけカット」収録、1冊当りの収録話数を過去の単行本の1.4冊分に増加、表紙の一新（描き下ろし）がなされている。
- 『ヨコハマ買い出し紀行』 全14巻
  1. 1995年8月23日初版発行、ISBN 4-06-321050-2
  2. 1996年2月23日初版発行、ISBN 4-06-321055-3
  3. 1996年7月23日初版発行、ISBN 4-06-321061-8
  4. 1997年3月21日初版発行、ISBN 4-06-321066-9
  5. 1998年2月23日初版発行、ISBN 4-06-321081-2
  6. 1999年2月22日初版発行、ISBN 4-06-321095-2
  7. 2000年2月23日初版発行、ISBN 4-06-321110-X
  8. 2001年1月23日初版発行、ISBN 4-06-321120-7
  9. 2002年3月22日初版発行、ISBN 4-06-321134-7
  10. 2003年3月20日初版発行、ISBN 4-06-321147-9
  11. 2004年3月23日初版発行、ISBN 4-06-321159-2
  12. 2004年11月22日初版発行、ISBN 4-06-321165-7
  13. 2005年7月22日初版発行、ISBN 4-06-321171-1
  14. 2006年5月23日初版発行、ISBN 4-06-321176-2
- 『新装版 ヨコハマ買い出し紀行』全10巻
  1. 2009年10月23日初版発行、ISBN 978-4-06-314588-5
  2. 2009年10月23日初版発行、ISBN 978-4-06-314589-2
  3. 2009年11月20日初版発行、ISBN 978-4-06-314593-9
  4. 2009年12月22日初版発行、ISBN 978-4-06-310615-2
  5. 2010年1月22日初版発行、ISBN 978-4-06-310618-3
  6. 2010年2月23日初版発行、ISBN 978-4-06-310630-5
  7. 2010年3月23日初版発行、ISBN 978-4-06-310644-2
  8. 2010年4月23日初版発行、ISBN 978-4-06-310656-5
  9. 2010年5月21日初版発行、ISBN 978-4-06-310661-9
  10. 2010年7月7日初版発行、ISBN 978-4-06-310671-8
    - 連載終了後の短編「峠」、作者による「あとがき」を収録。

### その他書籍
- 『ポストカード・ブック ヨコハマ買い出し紀行』 1997年9月初版発行、ISBN 4-06-330041-2
- 『ヨコハマ買い出し紀行 2000年カレンダー』 1999年12月初版発行、ISBN 4-06-340126-X
- 『ヨコハマ買い出し紀行 2001年カレンダー』 2001年1月初版発行、ISBN 4-06-340140-5
- 『ヨコハマ買い出し紀行 2002年カレンダー』 2001年11月初版発行、ISBN 4-06-340168-5
- 『ヨコハマ買い出し紀行 2003年カレンダー』 2002年11月初版発行、ISBN 4-06-340190-1
- 『ヨコハマ買い出し紀行 -芦奈野ひとし画集-』 2003年3月初版発行、ISBN 4-06-330196-6
- 『小説 ヨコハマ買い出し紀行 -見て、歩き、よろこぶ者-』 2008年10月初版発行、ISBN 978-4-06-373326-6 - 香月照葉による小説版。芦奈野ひとしの短篇『峠』を収録。

### CD
- 『ヨコハマ買い出し紀行』（1996年2月） - FMラジオ番組『HOLY Shine In Naked(Shine in Naked)』内で放送されたラジオドラマなどを収録したドラマCD。2002年10月に廉価版発売。
- 『ヨコハマ買い出し紀行 2』（1997年3月） - ドラマCDの第2弾。2002年10月に廉価版発売。
- 『ヨコハマ買い出し紀行 ベスト・サウンドトラックス』（1998年7月） - 1998年OVA版のサウンドトラック。ゴンチチが作詞作曲を担当。2002年10月に廉価版発売。
- 『ヨコハマ買い出し紀行 3』（2002年12月） - ドラマCDの第3弾。新シリーズ。
- 『ヨコハマ買い出し紀行-Quiet Country Cafe-オリジナル・サウンド・トラック』（2003年1月） - 2003年OVA版のサウンドトラック。

## OVA

### 『ヨコハマ買い出し紀行』
- 『ヨコハマ買い出し紀行 vol.1』（1998年3月・VHSおよびLD）
- 『ヨコハマ買い出し紀行 vol.2』（1998年12月・VHSおよびLD）
  - なお、2000年7月に『vol.1』『vol.2』をまとめて収録したDVDが発売されている。

スタッフ
- 監督・絵コンテ・演出 - 安濃高志
- キャラクターデザイン・キャラクター監修 - 山形厚史
- 場面設計、作画監督 - 関根昌之
- 美術監督 - 吉原俊一郎
- 美術設定 - 加藤浩、平澤晃弘
- 色彩設定 - 小針裕子
- 撮影監督 - 森下成一(1)、斎藤秋男(2)
- 編集 - 坂本雅紀
- 音響監督 - 溝口綾
- 音楽プロデュース - GONTITI
- プロデューサー - 加藤隆二、鈴木誠二、岡村雅裕
- アニメーション制作 - 亜細亜堂
- 製作 - ソニー・ミュージックエンタテインメント

主題歌
オープニングテーマ「Cafe Alpha」
作曲 - GONTITI
エンディングテーマ「閉店時間」
作曲 - GONTITI
挿入歌「遠い町」(1)
作詞・作曲 - GONTITI / 歌 - アルファ（椎名へきる）
挿入歌「風が吹いていた」(2)
作詞・作曲 - GONTITI / 歌 - アルファ（椎名へきる）

### 『ヨコハマ買い出し紀行-Quiet Country Cafe-』
- 『ヨコハマ買い出し紀行-Quiet Country Cafe- #1』（2002年12月・VHSおよびDVD）
- 『ヨコハマ買い出し紀行-Quiet Country Cafe- #2』（2003年3月・VHSおよびDVD）
  - こちらは1期とはかなり違う作風で作られている。

スタッフ
- 監督・脚本・絵コンテ - 望月智充
- キャラクターデザイン、作画監督 - 関根昌之
- 場面設計 - 柳田義明(1)、藤森雅也、関根昌之(1)、小林治
- 美術監督 - 小林七郎
- 色彩設計 - 一瀬美代子
- 撮影監督 - 佐々木和宏
- 音楽 - Choro Club（編曲 - 岩崎琢）
- 音楽・音響監督 - 児玉隆
- 録音監督 - はたしょうじ
- プロデューサー - 須藤奈穂美
- アニメーション制作 - 亜細亜堂
- 製作 - SME・ビジュアルワークス

主題歌
エンディングテーマ「ふわふら」
歌 - アルファ（椎名へきる） / 作詞 - 山田ひろし / 作曲 - 岩崎琢 / Cho - 松浦有希 / Guitar - 笹子重治(Choro Club)

## 影響
- ケン・リュウは、自筆短編SF小説『もののあはれ』（2013年ヒューゴー賞受賞作）に関するインタビューの中で、「物語の主人公は積極的に問題解決に取り組まなければならない」といった“普遍的な物語のルール”に対して自分は非常に懐疑的だとした上で、「私が読んだ中国や日本の物語の多くは、こうした“ルール”には従っておらず、むしろ、万物の無常を深く理解した上で、今という瞬間を生きることの素晴らしさを読者に届けようとしている」と述べ、「1例を挙げるなら」として本作品を挙げている[1]。